# Інверурі
Інверу́рі (англ. Inverurie, шотл. гел. Inbhir Uraidh) — місто на північному сході Шотландії, в області Абердиншир.
Населення міста становить 10 970 осіб (2006).
1. ↑  https://maps.nls.uk/geo/explore/#zoom=15&lat=57.28118&lon=-2.37697&layers=6&b=1&marker=57.346828,-2.550086
2. ↑  https://maps.nls.uk/geo/explore/#zoom=15&lat=57.28138&lon=-2.37357&layers=6&b=1&marker=57.275626,-2.372198